# سفارة فرنسا في أفغانستان
سفارة فرنسا في أفغانستان هي أرفع تمثيل دبلوماسي لدولة فرنسا لدى أفغانستان. تقع السفارة في مقاطعة كابل ‏ وهي تهدف لتعزيز المصالح الفرنسية في أفغانستان.

## وصلات خارجية
- الموقع الرسمي
- قائمة سفارات فرنسا
- قائمة السفارات في أفغانستان